# جورج لوییس کمپس
جورج لوییس کمپس (اسپانیایی: Jorge Luis Campos‎؛ زادهٔ ۱۱ اوت ۱۹۷۰) یک بازیکن فوتبال اهل پاراگوئه است.

## تیم ملی
وی همچنین در تیم ملی فوتبال پاراگوئه بازی کرده است.